# Deltochilum barbipes
Deltochilum barbipes là một loài bọ cánh cứng trong họ Bọ hung (Scarabaeidae).